# Uovo di Colombo (Siviglia)
Nascita di un Uomo Nuovo, popolarmente conosciuta come Uovo di Colombo, è una grande scultura situata nel parco di san Jerónimo, che si trova nell'omonimo quartiere di Siviglia, in Spagna. È stata realizzata dallo scultore russo-georgiano Zurab Tsereteli ed è stata inaugurata nel 1995.

## Storia
Il parco di san Jerónimo ha origine dai vivai che furono collocati in questo luogo per rifornire di piante l'Expo 92 e per acclimatare le piante che arrivavano da tutto il pianeta destinate all'esposizione. Al termine della mostra fu allestito a parco, con una superficie di circa 148.000 m².
È la scultura in bronzo più grande della Spagna, con un'altezza di 32 metri, posta all'interno di un uovo alto 45 metri. È opera dello scultore russo di origine georgiana Zurab Tsereteli ed è stata un dono del Consiglio comunale di Mosca alla città di Siviglia.
Tutta la struttura con la statua è arrivata via mare alla città di Santurtzi, da dove è stato trasportato su strada fino a Siviglia con sette camion tipo rimorchio e due veicoli speciali per i pezzi più grandi.
Il 9 ottobre 1995 il sindaco Soledad Becerril concesse all'Infanta Elena il titolo di Figlia adottiva della Città. Dopo l'imposizione del titolo, nella Plaza de San Francisco, i duchi di Lugo, Elena de Borbón e Jaime di Marichalar, si sono spostati al Parco San Jerónimo per inaugurare qil monumento a Colombo.